# Kasteel van Tykocin
Het koninklijk kasteel van Tykocin is een 15e-eeuws kasteel op de rechteroever van de Narew in het Poolse Tykocin. Tegen de achttiende eeuw bleef er van het kasteel enkel een ruïne over. In 2002 ving de reconstructie ervan aan.

## Geschiedenis
Het kasteel werd gebouwd voor de Litouwse edelman Jonas Goštautas, de leider van de toenmalige woiwodschappen Trakai en Vilnius. De oorspronkelijke houten burcht die op deze locatie stond werd daardoor vervangen. In de jaren 1560 raakte het na de dood van het laatste lid van de familie Goštautas in handen van koning Sigismund II August van Polen, die het kasteel fors uitbreidde. De constructie werd gecoördineerd door Hiob Bretfus, een militair ingenieur en architect van de koninklijke familie. Tijdens de regeerperiode van Sigismund II August deed het kasteel dienst als de koninklijke residentie en had een indrukwekkende schatkamer en bibliotheek. Tussen 1611 en 1632 werd het kasteel opnieuw herbouwd door Krzysztof Wiesiołowski, de starost van Tykocin. Er werd ook een bolwerk rondom het kasteel gebouwd.
Tijdens de Zweedse Zondvloed werd het kasteel in beslag genomen door de familie Radziwiłł. Op 31 december 1655, toen het kasteel bestormd werd door troepen van de Confederatie van Tyszowce, stierf hier Janusz Radziwiłł. Hij wordt door velen beschouwd als een van de machtigste personen van de Pools-Litouwse Gemenebest gezien. Uiteindelijk werd het kasteel veroverd op 27 januari 1657.
Gedurende de daarop volgende jaren werd het kasteel en zijn omliggende terreinen gedoneerd aan Stefan Czarniecki, in ruil voor zijn verdiensten tijdens de oorlog. De nieuwe eigenaar verbouwde het kasteel na 1698. In november 1705 vond hier de ontmoeting tussen August II van Polen en Peter I van Rusland plaats. Tijdens deze ontmoeting werd de Orde van de Witte Adelaar opgericht door de koning van Polen.
In 1734 raakte het kasteel tijdens een brand verwoest. Vanaf deze gebeurtenis raakte het onbewoonde kasteel in verval. In 1774 raakten de overblijfselen van het kasteel nog eens beschadigd door een overstroming. In 1914, tijdens de Eerste Wereldoorlog werd materiaal uit de overblijvende muren door Duitse soldaten gebruikt om wegen aan te leggen.
Het residentiële gedeelte van het kasteel werd gerestaureerd. Dit gebeurde op basis van plannen van het kasteel die gevonden werden in archieven in Sint-Petersburg.
Belvedèrepaleis · Kasteel Będzin · Bobolice · Chęciny ·  Groene Poort · Koninklijk Kasteel (Warschau) · Lublin · Łazienkipaleis · Łęczyca · Slot Mariënburg · Marywil · Myślewicki-paleis · Niepołomice · Nowy Sącz · Ogrodzieniec · Kazimierzpaleis ·Paleis onder het blikken dak · Piotrków Trybunalski · Koninklijk Paleis (Poznań) · Sandomierz · Sanok · Saksisch Paleis · Tykocin · Ujazdówkasteel · Wawel · Wilanówpaleis